# Borocookeite
La borocookeite (simbolo IMA: Bckt) è un minerale del gruppo della clorite appartenente alla classe minerale dei "silicati e germanati" con composizione chimica LiAl4(Si3B)O10(OH)8.
Strutturalmente appartiene ai fillosilicati.

## Etimologia e storia
Il nome deriva dalla composizione chimica, simile alla cookeite (LiAl4(Si3Al)O10(OH)8) ma dove un atomo di alluminio è sostituito da un atomo di boro.

## Classificazione
La nona edizione della sistematica minerale di Strunz, valida dal 2001 e aggiornata dall'IMA fino al 2009, classifica la borocookeite nella classe "9. Silicati (germanati)" e lì nella sottoclasse "9.E Fillosilicati"; questa è ulteriormente suddivisa in base alla struttura cristallina, in modo che il minerale possa essere trovato nella suddivisione "9.EC Fillosilicati con fogli di mica, composti di reti di tetraedri e ottaedri", dove può essere trovato insieme a baileycloro, franklinfurnaceite, glagolevite, nimite, chamosite, clinocloro, cookeite, donbassite, gonyerite, pennantite e sudoite con le quali forma il sistema nº 9.EC.55.
Tale classificazione viene mantenuta anche nell'edizione successiva, proseguita dal database "mindat.org" e chiamata Classificazione Strunz-mindat.
Anche la sistematica dei minerali secondo Dana classifica la borocookeite nella classe dei "silicati e germanati" e lì nella sottoclasse dei "minerali fillosilicati"; qui è insieme a baileycloro, chamosite, cookeite, donbassite, clinocloro, nimite, ortochamosite, pennantite, sudoite con le quali forma il sistema n. 71.04.01 all'interno della sottosezione "fillosilicati: strati di anelli a sei membri, alternatamente 1:1, 2:1 e ottaedrici".

## Abito cristallino
La borocookeite cristallizza nel sistema monoclino nel gruppo spaziale C2/m (gruppo nº 12) con i parametri reticolari a = 5,110 Å, b = 8,856 Å, c = 14,080 Å, β = 96,93°, oltre a 2 unità di formula per cella unitaria.

## Origine e giacitura
La borocookeite si presenta come aggregati densi e massicci o in croste sottili e rivestimenti simili a cristalli di neve con dimensioni fino a 0,15 mm. La si trova associata a elbaite, lepidolite, danburite, boromuscovite, laumontite, quarzo e albite.
Essendo un minerale molto raro, la borocookeite è stata trovata solo in pochissimi siti: nel territorio della Transbajkalia nelle vene di pegmatite "Mokhovaya" e "Sosedka" (quest'ultima è la località tipo) in Russia e negli Stati federati del Brasile Minas Gerais e Rio Grande do Norte.